# Lâm Uyển Nhi
Lâm Uyển Nhi, née en 1975 à Nha Trang et morte le 13 octobre 2007 à Hanoï, est une mannequin et danseuse vietnamienne.

## Biographie
Lâm Uyển Nhi est née dans une famille composée de huit enfants. Elle grandit à Nha Trang avec sa mère et son beau-père sans avoir la chance de connaître son père biologique, fils d'un officier de la force aérienne de l'armée de la République du Vietnam.
En 1989, elle remporte le titre de Miss Saigon à Nha Trang et quitte l'école pour travailler dans une entreprise à Hô-Chi-Minh-Ville.
En 1994, elle apprend la danse et se lance dans le mannequinat à Singapour Elle fait des rencontres et on lui fait découvrir la cocaïne. Trois mois plus tard, elle rentre à Hô-Chi-Minh-Ville, dépendante à la drogue,.
Après avoir réussi à arrêter la cocaïne, son mari, Pactric prévoit de l'emmener en France pour lui faire rencontrer ses parents mais elle parle peu le français et lui demande d'attendre un certain temps. Elle séjourne dans un hôtel à Hanoï pour obtenir des papiers pour ensuite aller s'en voler pour la France.
En 2001, Patrick, son mari est arrêté par la police française et condamné à 18 ans de prison pour trafic illégal d'antiquités.
Complètement effondrée, elle tombe de nouveau dans la drogue pour la deuxième fois et se lance dans la prostitution. Elle est arrêtée et emmenée dans un centre social pour le travail et l'éducation à Hà Tây. Enceinte de son second fils, elle découvre qu'elle est atteinte du VIH. Elle fait le dépistage du VIH et apprend que le résultat de son fils est négatif.
Elle vit ses derniers jours à Center for Labor Education et décède le 3 octobre 2007 des suites de sa maladie.

## Vie privée
En 1990, elle se marie avec le dirigeant d'une entreprise française, Pactric (né en 1951) et donne naissance à son premier enfant, Lâm Kỳ Vĩ (Patrick Thovani). Ensuite, nait son second fils, Nam, le 28 septembre 2003.

## Fiction
En 2008, la série télévisée documentaire Âm tính écrite et réalisée par Nguyễn Quang Lập, raconte la vie de Lâm Uyển Nhi (rôle jouée par Miss Vietnam 2006, Mai Phương Thúy).